# Фесівка
Фесі́вка — село в Україні, у Попівській сільській громаді Конотопського району Сумської області. Населення становить 144 особи (2001). До 2020 орган місцевого самоврядування — Михайло-Ганнівська сільська рада.
Храмове свято — день Святої Трійці.

## Географія
Село Фесівка розташоване на лівому березі річки Ромен, вище по течії — Нехаївка (7 кілометрів), нижче — Дептівка (10 кілометрів), на протилежному березі — село Карабутове. По селу протікає джерело з запрудою. На відстані двох з половиною кілометрів від села Нечаївське, Андріївське, Михайло-Ганнівка. Довкола села багато іригаційних каналів.

## Історія
Село засноване за часів Гетьманщини, заселене становими козаками. Входило до складу Голінської сотні Прилуцького полку, при чому було розташоване неподалік старого кордону Московії.
У селі зведена церква Святої Трійці. Перепис священнослужителів Гетьманщини 1780 року засвідчив, що у Фесівці постійно мешкало два священики:
| СЕЛА ФЕСЮВКИ ЦЕРКВИ СвятоТРОИЦКОИ - 1 Священникъ Ξеодоръ Андреевъ Лђтъ 59 женат вего Сыновъ два - 1 Григорїй Лђтъ 27 Грамотенъ женатъ Дђтей мужеска пола нђтъ - 2 Василій Лђтъ 10 обуаетсяя русской Грамъмати - 2 Священникъ петръ Яковлевъ Сынъ Лђтъ 44 женатъ Дђтей Мужеска пола неїмђетъ - 3 дячокъ Іванъ василиевъ Сынъ Лђтъ 49 женатъ Въего Сыновъ Три - 1 Матвђй Лђтъ 22 Холостъ Граммотенъ (!) - 2 Савва Лђтъ 19 Холостъ Грамотенъ - 3 николай Лђтъ 7 обучается русской Грамъматы - 4 Пономар Іванъ Василиевъ Лђтъ 35 женатъ неграмотенъ Вего Сынъ - 1 Іванъ Лђтъ 3 Замалолђтствомъ необучается... |
Село постраждало внаслідок геноциду окупаційної російської влади СССР. Напередодні терору голодом 1932—1933 років російські комуно-окупанти зруйнували православну церкву.

## Сучасний стан
Середня школа не функціонує. У приміщенні колишньої школи знаходиться офіс ПСП «Росток». У селі працюють фельдшерський пункт, клуб, крамниця. Масова міграція до міст (насамперед Конотопа). За даними демографів, російський геноцид призвів до незворотних процесів деградації соціальної структури села, яка в перспективі загрожує повним зникненням Фесівки.